# Камели
Камели, ед. число камель (англ. camels), — парные понтоны, использовавшиеся для уменьшения осадки корабля и проводки его по мелководью.
Применялись по меньшей мере с XVI века в северной Европе, прежде всего в Нидерландах, в дельте Рейна и Мааса. Для постановки корабля на камели их балластировали приемом воды и погружёнными подводили под днище. После закрепления балласт откачивали с помощью ручных помп, и камели вместе с кораблём всплывали. В таком состоянии корабль был готов к проводке по мелководью. По окончании её балласт заполнялся снова, и корабль снимался для самостоятельного плавания.
Камели нашли широкое применение в естественно мелководных портах и гаванях. Например, в России на них выводились в Балтийское море корабли, построенные на Ладоге и на Свири и даже Санкт-Петербурге, а в Азовское — построенные в Воронеже.
С развитием техники и появлением плавучих доков значение камелей уменьшилось, но во второстепенных портах они продолжали использоваться вплоть до XX века благодаря относительной дешевизне и простоте в обслуживании. Они несамоходны, а помпы приводятся в действие вручную, что позволяет эксплуатировать их даже на необорудованном побережье. Так, камели использовались в Торбее, Пуле и Гриноке во время Второй мировой войны.